# 黑澤爾頓 (愛荷華州)
黑澤爾頓（英語：Hazleton）是一個位於美國愛荷華州布坎南縣的城市。

## 地理
黑澤爾頓的座標為42°37′06″N 91°54′24″W / 42.61833°N 91.90667°W，而該地的平均海拔高度為308米（即1010英尺）。

## 人口
根據2010年美國人口普查的數據，黑澤爾頓的面積為2.05平方千米，當中陸地面積為1.95平方千米，而水域面積為0.10平方千米。當地共有人口823人，而人口密度為每平方千米401人。